# 汐留らーめん
汐留らーめん（しおどめらーめん）は、東京都港区汐留（同区東新橋一丁目6-1）の日本テレビタワー（以下、日テレタワー）地下2Fにあったラーメン店の名称。日本テレビ開局50年記念企画から生まれたラーメン店である。

## 歴史
2002年（平成14年）、日本テレビが開局50周年を迎える2003年（平成15年）夏に本社を麹町（現在の麹町分室ビル）から日テレタワーへ移転することに合わせて汐留名物となる創作ラーメン店を開店するため、『ズームイン!!SUPER』の企画として募集を行った。同年10月応募総数500名以上の応募の中から書類審査により選ばれた54名の面接審査を経て、11名の候補が選出された。
2003年1月、11名の候補による準決勝として実技審査（ラーメン創作）が行われ、同年3月の3名による決勝戦で和食界出身の竹若 幸之助（たけわか こうのすけ）が店長に選ばれ、8月1日に開店した。
2011年3月に『ズームイン!!SUPER』が終了したことを受け、同年8月末日をもって閉店した。

## メニュー
- 各種ラーメン類
- 丼物
- デザートに杏仁豆腐など

## カップラーメン
日本テレビ・日清食品とのタイアップで、2004年（平成16年）に「汐留らーめん 汐留味」を発売。
そして2006年（平成18年）にはカップ麺「汐留らーめん 汐留塩味」が発売された。
汐留塩味の特徴
- 豚肉・タコ・タケノコ・カシューナッツで構成される「汐留バーグ」
- 鶏ガラのスープと、梅・シソ・昆布・椎茸の和風スープを合わせている。
- コシと粘りのある麺。

2009年（平成21年）にズームイン（『ズームイン!!朝!』放送開始）30周年を記念して「汐留味」と「汐留進麺」が発売された。